# Pedroso (Cantabria)
Pedroso es una localidad del municipio de Villacarriedo (Cantabria, España). En el año 2008 contaba con una población de 74 habitantes (INE). La localidad se encuentra a 252 metros sobre el nivel del mar, y está a una distancia de 3 kilómetros de la capital municipal, Villacarriedo.
- Datos: Q6070750